# ورزشگاه بانک رسپوبلیکا
ورزشگاه بانک رسپوبلیکا (انگلیسی: Bank Respublika، با نام پیشین Əlincə Arena) یک ورزشگاه چندمنظوره در شهرک ماسه‌زیر شهرستان آب‌شوران در جمهوری آذربایجان است. از این ورزشگاه در حال حاضر بیشتر برای مسابقات فوتبال استفاده می‌شود. این ورزشگاه ۱۳۰۰۰ نفر گنجایش دارد و در سال ۲۰۱۴ گشایش یافته است.